# مائو عربی

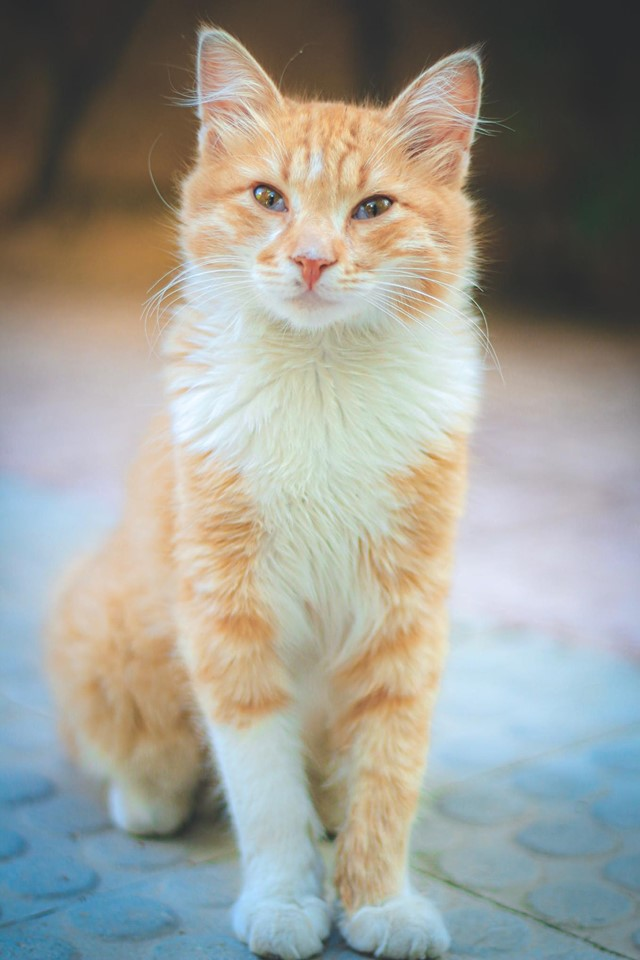
گربه راهبه قرمز و گربه عربی دو رنگ سفید

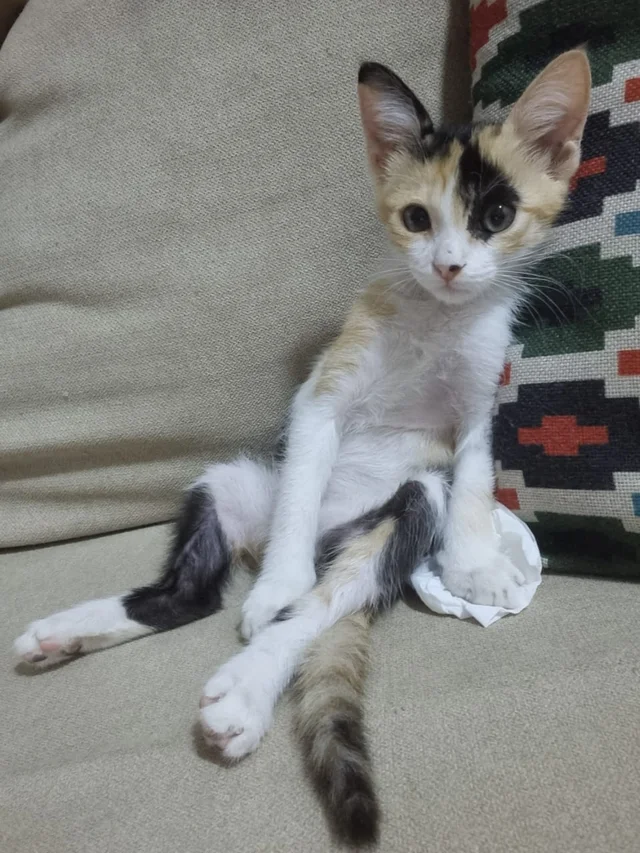
بچه گربه مائو عربی کالیکو

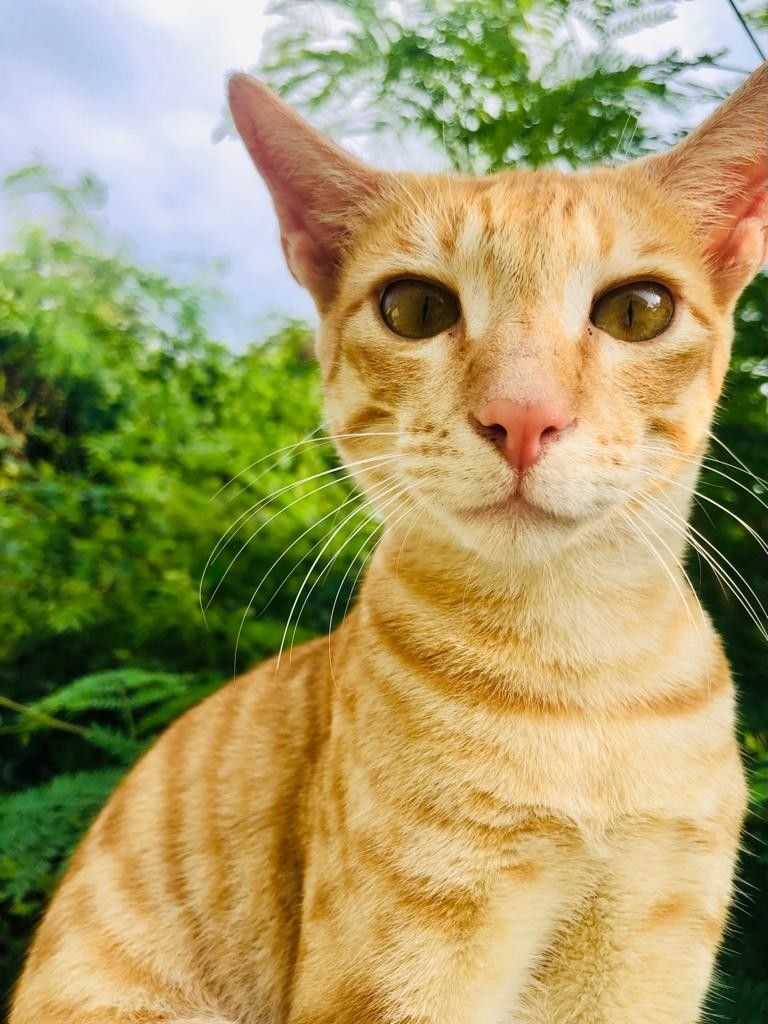
نمای نزدیک از گربه عربی راهبه قرمز

گربه مائو عربی یک نژاد رسمی گربه خانگی است که ریشه در گونه اولیه گربه وحشی آفریقایی دارد. یک نژاد بومی مو کوتاه شبه جزیره عربستان. این گربه در خیابان‌های شبه جزیره عربستان زندگی می‌کند و به خوبی با آب و هوای آن سازگار شده است. نژاد مائو عربی از سوی برخی از انجمن‌ها و سازمان‌های پرورش‌دهندگان و دوست‌داران گربه، از جمله فدراسیون جهانی گربه‌ها (WCF) و فدراسیون گربه‌های امارات (EFF)، به‌عنوان یک نژاد رسمی به رسمیت شناخته شده است. بر اساس یک نژاد بومی، گربه مائو عربی یک نژاد بومی است.
این گربه اندازه‌ای متوسط دارد و ساختار بدنی آن نسبتاً درشت و محکم است؛ نه خیلی لاغر، بلکه با ماهیچه‌هایی به‌خوبی شکل‌گرفته. پاهای آن نسبتاً بلند و پنجه‌ها بیضی‌شکل هستند.
سر این گربه در نگاه اول گرد به نظر می‌رسد، اما کمی طولانی‌تر از عرض آن است. بینی از نمای نیمرخ دارای انحنایی ملایم و مقعر است. نواحی اطراف سبیل به‌خوبی برجسته‌اند و کمی جمع‌شدگی در آن ناحیه دیده می‌شود. چانه بسیار محکم و مشخص است. چشم‌ها بزرگ، کمی بیضی‌شکل و اندکی مورب هستند. رنگ چشم می‌تواند هر رنگ رایج در میان گربه‌ها باشد و هیچ ارتباطی بین رنگ چشم و رنگ پوشش بدن وجود ندارد. البته چشم‌های سبز روشن در میان گربه‌های مائو عربی رایج‌تر است. گوش‌ها بزرگ، کمی به سمت جلو و طرفین متمایل، نسبتاً بلند و در محل مرتفعی بر روی جمجمه قرار گرفته‌اند.
اگرچه مائو عربی از نظر فنی جزو نژادهای ضدحساسیت (hypoallergenic) محسوب نمی‌شود، اما ریزش موی کم و تولید محدود شوره پوستی در این نژاد ممکن است باعث واکنش‌های آلرژیک خفیف‌تری در افراد با حساسیت ملایم شود.

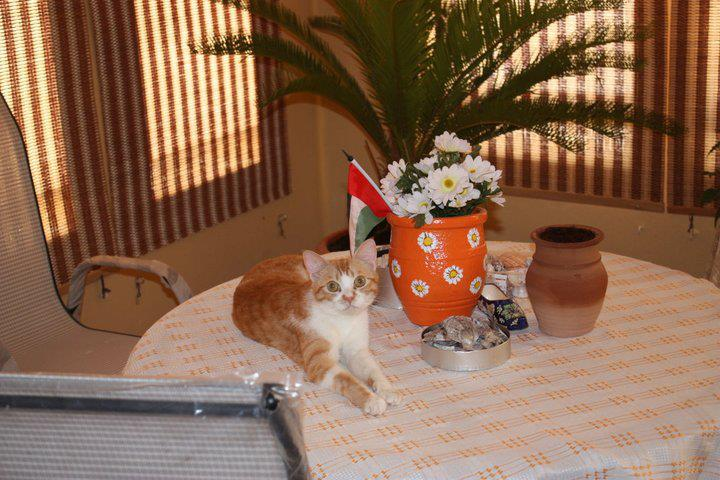
گربه ماده دو رنگ عربی مائو

## تاریخچه
این نژاد بیش از ۱۰۰۰ سال است که بومی شبه جزیره عربستان در کشورهایی مانند عربستان سعودی، کویت، قطر، عمان و امارات متحده عربی بوده است. گربه‌های صحرایی به خوبی با محیط گرم بخش‌هایی از عربستان سازگار شده‌اند. این نژاد بیش از هزار سال است که به‌عنوان یک نژاد بومی در عربستان سعودی، کویت، قطر، عمان و امارات متحده عربی شناخته می‌شود.
گربه‌های صحرایی به‌خوبی با شرایط گرم و خشک مناطق بیابانی عربستان سازگار شده‌اند.

## ویژگی‌های پوشش و نظافت
گربه‌های مائو عربی دارای پوشش کوتاه و بدون لایهٔ زیرین هستند و به همین دلیل، ریزش موی زیادی ندارند. آن‌ها توانایی بالایی در تمیز نگه‌داشتن و آرایش طبیعی خود دارند و این ویژگی باعث می‌شود فرایند نظافت برای صاحبان آن‌ها بسیار آسان باشد.
هرچند برس کشیدن همیشه ضروری نیست، اما می‌تواند به حذف موهای مرده کمک کند و در عین حال درخشندگی زیبای پوشش بدن آن‌ها را افزایش دهد.

## استاندارد نژادی مائو عربی
گربه‌های مادهٔ مائو عربی معمولاً اندازه‌ای متوسط و ظاهری ظریف دارند، در حالی که نرها ممکن است بزرگ‌تر و دارای بدنی عضلانی باشند. پاها بلند و پنجه‌ها کاملاً بیضی‌شکل هستند. دم دارای طولی متوسط است و به‌سمت نوک، باریک‌تر می‌شود.
سر این گربه‌ها گرد به نظر می‌رسد، اما کمی طولانی‌تر از عرض است و پدهای سبیل آن به‌خوبی مشخص هستند. گوش‌ها بزرگ و به‌خوبی در جای خود قرار گرفته‌اند. چشم‌ها بیضی‌شکل هستند و رنگ آن‌ها با رنگ پوشش بدن هماهنگ است. پوشش بدن کوتاه است، فاقد لایهٔ زیرین بوده و به‌صورت چسبیده به بدن قرار می‌گیرد. بافت پوشش نباید ابریشمی باشد. رنگ پوشش می‌تواند متنوع باشد، اما رنگ‌های قرمز، سفید، سیاه و خط‌دار قهوه‌ای از جمله رایج‌ترین و شناخته‌شده‌ترین رنگ‌ها هستند.
نژاد گربه مائو عربی یک نژاد طبیعی است و این نژاد منعکس کننده مورفولوژی و ویژگی‌های رفتاری گربه‌های ساکن در شبه جزیره عربستان است. استاندارد نژاد بر اساس مشاهده و توصیف ویژگی‌های فیزیکی است که در گربه‌های این منطقه یافت شده است.
گربه‌های نژاد مائو عربی در مجمع عمومی سالانه WCF که در تاریخ ۲ و ۳ اوت ۲۰۰۸ در آلمان برگزار شد، توسط این فدراسیون تأیید شدند. گربه‌های نژاد مائو عربی از اول ژانویه ۲۰۰۹ واجد شرایط شرکت در نمایشگاه‌های بین‌المللی شده‌اند. 